# Larry van Wieren
Larry Titus van Wieren (Bolsward, 3 mei 1951) is een Nederlands-Canadees ijshockeyer, die 102 keer uitkwam voor de Nederlandse ijshockeyploeg en daarin 29 keer (59 assists) scoorde. 
De aanvaller emigreerde op jonge leeftijd met zijn ouders naar Edmonton, Canada, maar keerde begin jaren zeventig terug naar Friesland, voornamelijk om zijn grootouders te bezoeken. Van Wieren kwam in contact met het Nederlandse ijshockey en speelde achtereenvolgens voor Den Haag (drie jaar), Utrecht (één jaar) en Heerenveen (negen jaar). 
Bij die laatste club, officieel de Feenstra Flyers geheten, vierde Van Wieren zijn grootste successen. Daar ook werd hij in zijn tweede seizoen (1976-1977) benoemd tot speler-coach. Met collega-internationals Jan Janssen en Jack de Heer vormde hij een befaamde aanvalslinie. 
Van Wieren stond aan de basis van de promotie in 1979 naar de A-poule, en de daarmee samenhangende deelname aan de Olympische Winterspelen van Lake Placid (1980), waar de Nederlandse ploeg als negende eindigde. Hij besloot zijn actieve ijshockeycarrière na afloop van het seizoen 1984-1985, keerde terug naar Canada, totdat de toenmalig voorzitter van de Nederlandse IJshockey Bond, Sjoerd Feenstra, hem twee jaar later overhaalde in dienst te treden bij de bond. 
Uiteindelijk was Van Wieren zes jaar (1988-1994) verbonden aan de bond, eerst als technisch manager en later als bondscoach. Hij nam afscheid met de zesde plaats bij het wereldkampioenschap voor B-landen in Denemarken. In Canada is Van Wieren tegenwoordig werkzaam als projectontwikkelaar.
De Larry van Wieren Cup is naar hem vernoemd. Het toernooi is een Nederlandse ijshockeycompetitie georganiseerd door de nationale ijshockeybond NIJB. Het toernooi wordt gespeeld door eredivisieclubs die uitgeschakeld zijn voor de play-offs om het landskampioenschap en de beste teams uit de eerste divisie.